# 신풍동 (군산시)
신풍동(新豊洞)은 대한민국의 전북특별자치도 군산시의 동이다.

## 개요
신풍동은 점방산 기슭 월명공원과 인접해 있어 군산 시민의 생활 쉼터이자 산책로로 이용되고 청소년수련원과 도서관이 함께 위치해 있어 학생들의 여가 선용과 취미 활동의 공간으로 이용되고 있다. 또한 도로가 잘 정비되어 교통이용이 편리하고 교육기관이 많이 위치해 있다.

## 연혁
- 1914년 : 군산부 신풍리
- 1946년 : 군산시 신풍동
- 1973년 : 신풍동,송풍동 문화동을 합쳐 신풍동이라 칭함

## 법정동
- 문화동(文化洞)
- 신풍둥(新豊洞)
- 송풍동(松豊洞)

## 교육
- 군산문화초등학교 (문화동)
- 군산흥남초등학교 (문화동)
- 군산남중학교 (문화동)
- 군산중학교 (송풍동)
- 군산상일고등학교 (문화동)
- 군산기계공업고등학교 (송풍동)